# Antíoc VII Sidetes
Antíoc VII Sidetes (de Sidó) o Evergetes (en llatí Antiochus Sidetes, en grec antic Αντίοχος Ζ' Σιδήτης) va ser un rei selèucida del 138 aC al 129 aC. Era fill de Demetri I Sòter, i germà de Demetri II Nicàtor. Va ser el tercer marit de Cleòpatra Thea.
El 140 aC els parts van ocupar Selèucia del Tigris, Babilònia i Dura Europos i el rei Demetri II va conservar la part sud de Mesopotàmia, l'anomenada Caracene o Mesene però en les lluites contra els parts Demetri va ser fet presoner i moltes guarnicions es van declarar a favor de Diodot Trifó i el sud de Mesopotàmia va caure en bona part en mans de tribus probablement àrabs o semites.
El 139 aC Antíoc VII Sidetes, que era a l'illa de Rodes, va retornar a territori selèucida per ocupar el lloc del rei presoner, però va obtenir molt poc suport a Síria per la por que feia Diodot, que governava com un tirà. Però el 138 aC Cleòpatra Thea, la dona de Demetri II, que exercia la regència de les regions que romanien lleials al seu marit, en saber que Demetri II s'havia casat amb una princesa dels parts, es va casar amb Antíoc VII i així va aconseguir que el reconeguessin rei, obtenint el suport de l'exèrcit, i llavors diverses guarnicions que eren lleials a Diodot es van declarar a favor d'Antíoc VII (137 aC). Abandonat pels seus anteriors partidaris, Diodot va fugir a Dor (Fenícia) que és l'actual Tantura (al sud de la muntanya del Carmel) on va quedar assetjat. Va poder fugir i arribar a Ptolemais, d'on també va haver de fugir i va passar a Ortòsia, i després a Apamea on una altra vegada es va veure assetjat i va haver de capitular, essent capturat i executat. Antíoc no va respectar l'acord que existia amb el cap jueu macabeu Simó Tasi i va nomenar governador de Palestina a Cendebeos (137 aC) que va construir la fortalesa de Cedrom que controlava el país. Aquestes lluites van ser aprofitades pel governador d'Osroene Ohoi bar Jevie, que es va independitzar.
El 136 aC Simó va derrotar a Cendebeos a la plana de Modein però el gendre de Simó, Ptolemeu, va fer matar el seu sogre junt amb dos fills (Judes i Mataties) amb el desig d'ocupar el poder, intent que va fracassar, perquè l'altre fill, Joan Hircà I, va ser aclamat com a cap dels macabeus i Ptolemeu va ser assetjat a Dok i finalment va fugir a Rabath Ammon on el cap Cotiles el va acollir. Sidetes va restar ocupat un temps amb els jueus però després de capturar Jerusalem el 133 aC va fer les paus amb els jueus i va dirigir la seva atenció cap als parts.
El 130 aC va guanyar una batalla a la riba del Zab i va recuperar Mesopotàmia, Babilònia i Mèdia. Armènia, que estava sotmesa als parts, es va independitzar i els sàtrapes de Mèdia, i Persis i potser d'altres es van rebel·lar; però el 129 aC va patir una emboscada del rei Fraates II de Pàrtia i va morir en la batalla d'Ecbàtana, i el seu fill Seleuc fet presoner. Al mateix temps el seu germà Demetri II, presoner dels parts, havia estat alliberat amb l'esperança de provocar una lluites civil entre ambdós germans, però la mort de Sidetes li va deixar el camp lliure i la seva ex dona Cleòpatra Thea, vídua de Sidetes, va tornar amb ell.